# Кухня Мьянмы

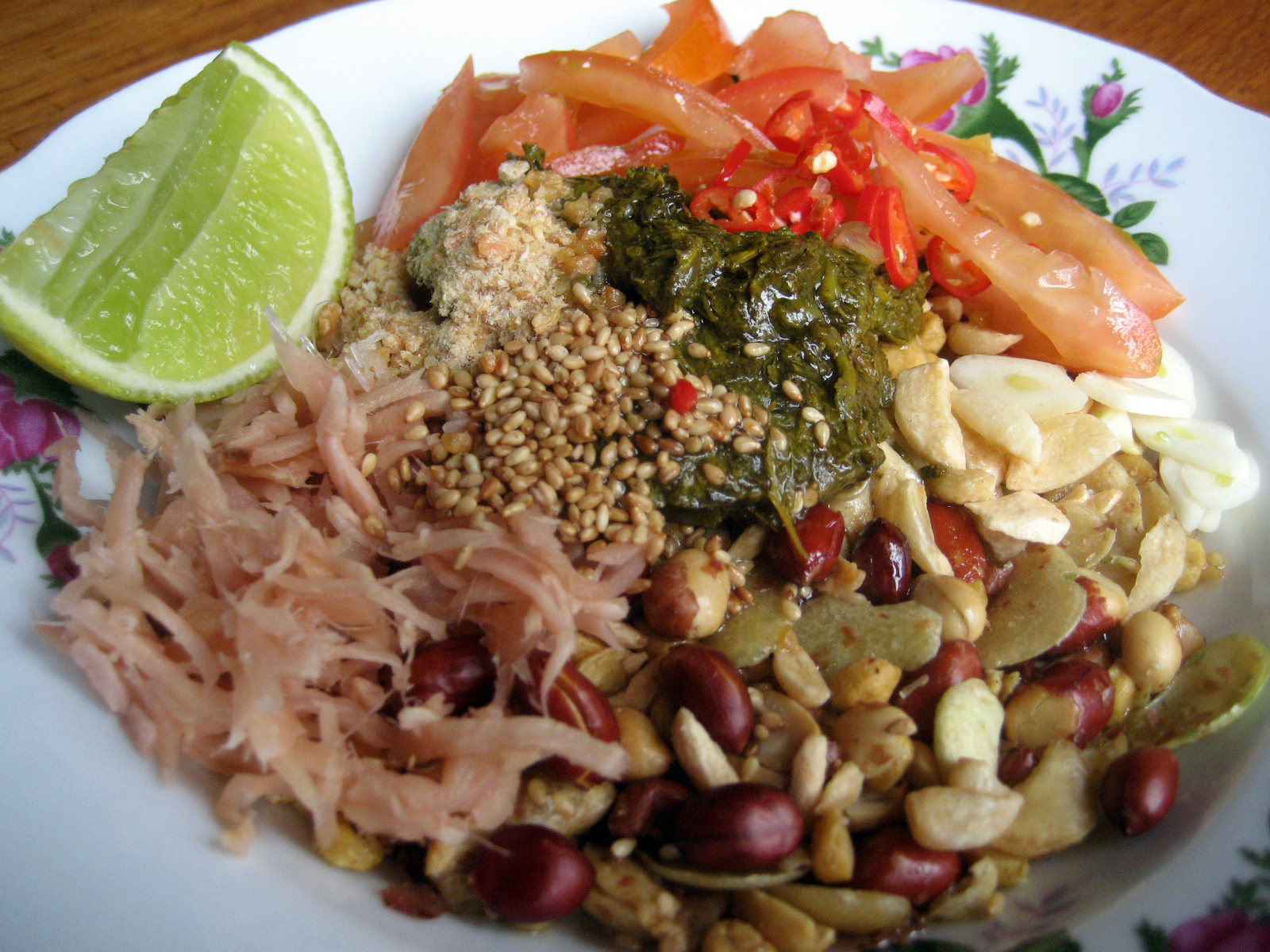
Лэпхэ-тоу, популярный деликатес кухни Мьянмы

Бирманская кухня (бирм. မြန်မာ့ အစားအစာ) представляет собой в основном смесь кухонь разных регионов Мьянмы. На неё также оказали влияние различные кухни соседних стран, в частности Китая, Индии и Таиланда.
Современная бирманская кухня бывает двух основных видов: прибрежная и континентальная. В кухне прибрежных районов, например, в главном городе Янгон, широко используются продукты на основе рыбы и морепродуктов, такие как рыбный соус и нгапи (ферментированные морепродукты).  Кухня внутренних регионов, таких как Верхняя Мьянма и горные районы, имеет тенденцию использовать больше мяса и птицы, хотя современная внутренняя кулинария также включает пресноводную рыбу и креветки в качестве источника белка несколькими способами: свежей, солёной целиком или только филе, солёной и сушеной, превращенной в солёную пасту или ферментированные кислые и прессованные.
Бирманская кухня также включает разнообразные салаты (athoke), в основе которых лежит один основной ингредиент: начиная от крахмалов, таких как рис, пшеничная и рисовая лапша, стеклянная лапша и вермишель, до картофеля, имбиря, помидоров, кафрского лайма, фасоли, лэпхэ-тоу (маринованные чайные листья) и нгапи (рыбная паста). Эти салаты всегда были популярны в качестве фаст-фуда в бирманских городах. Мохинга — традиционное блюдо для завтрака и национальное блюдо Бирмы.
Популярная бирманская рифма подводит итог традиционным фаворитам: «A thee ma, thayet; a thar ma, wet; a ywet ma, lahpet», что означает: «Из всех фруктов лучшее — манго; из всего мяса лучшее — свинина; из всех листьев лучшие — лэпхэ-тоу». Контрастный вкусовой профиль бирманской кухни широко отражён во фразе: «Chin ngan sat (ချဉ်ငန်စပ်)», что буквально означает: «кислый, солёный и острый».

## Кулинарные традиции и обычаи

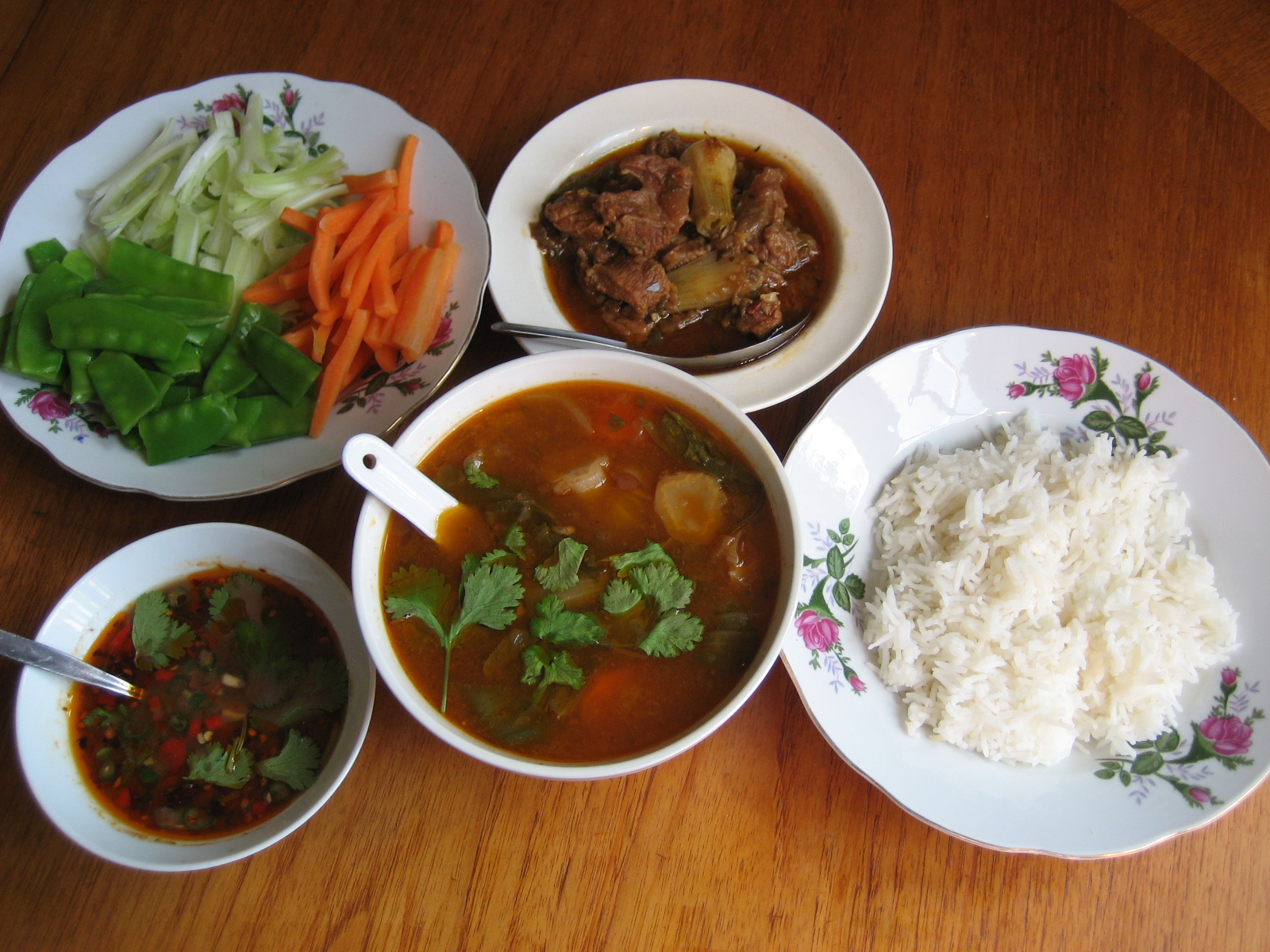
Традиционная бирманская еда

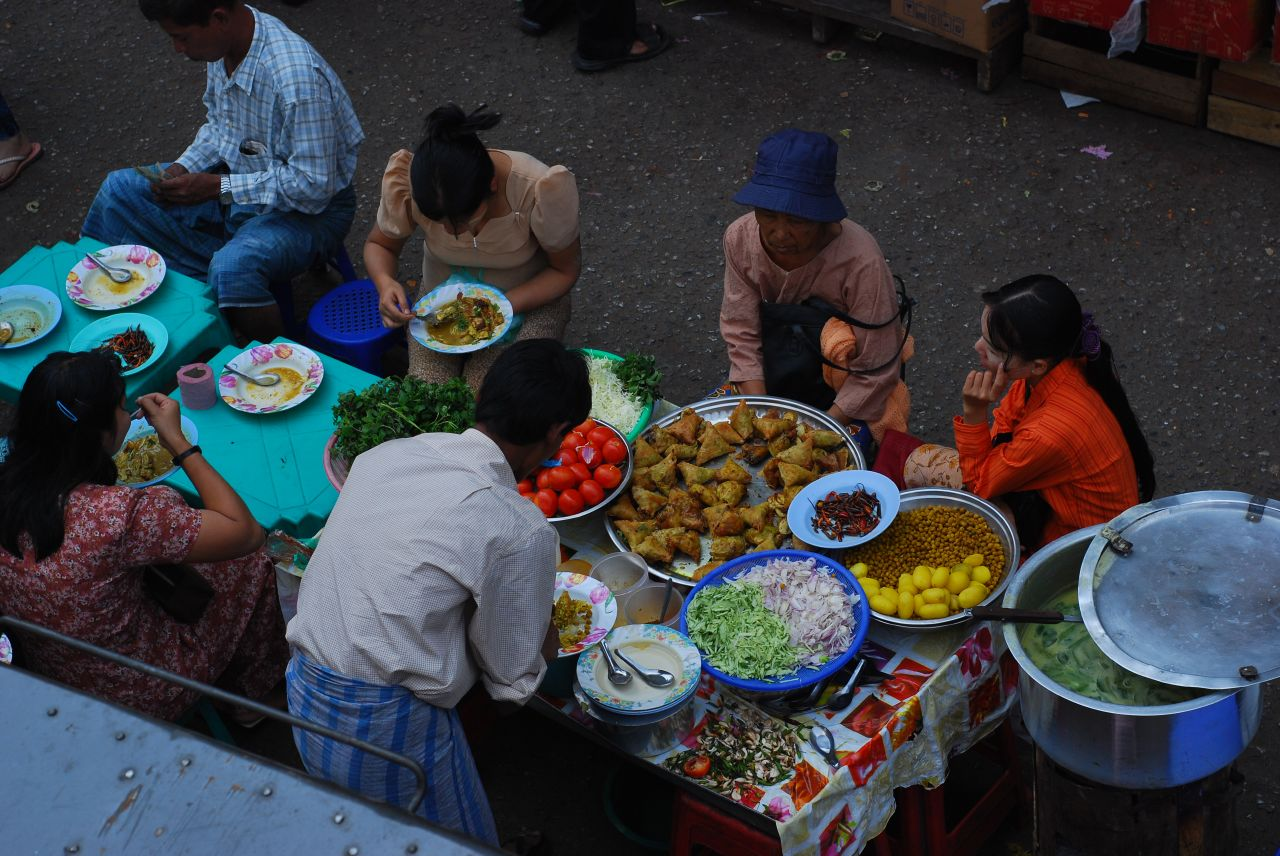
Летнее кафе в Янгоне

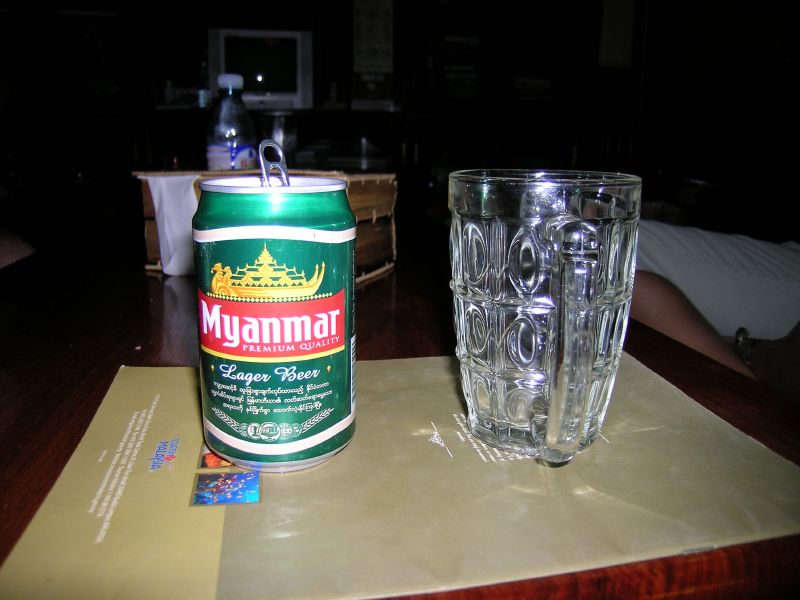
Банка светлого пива из Мьянмы.

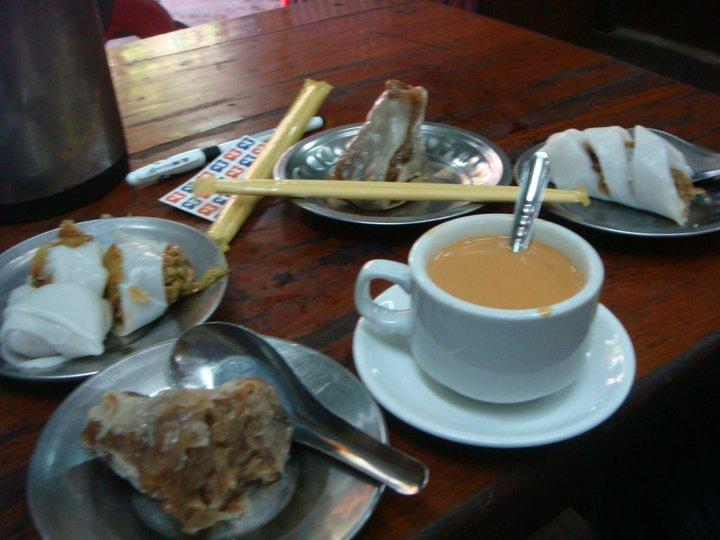
Закуски, подающиеся в бирманской чайной

Традиционно бирманцы едят из блюд на низком столике, сидя на бамбуковой циновке. Блюда подаются одновременно. Традиционная еда включает варёный рис в качестве основного блюда и сопутствующие блюда, называемые hin, в том числе блюдо из пресноводной рыбы с карри или сушёной/ солёной рыбы или блюдо из мяса или птицы в карри; лёгкий суп, называемый hin gyo, если кислый — chinyay hin; и свежие или варёные овощи к соленому блюду, в Нижней Бирме почти всегда подают соус карри из маринованной рыбы (ငါးပိရည်ကျို ngapi yay gyo). Оладьи из тыквы или лука в кляре, а также рыба или сушёные крекеры с тофу являются дополнительными блюдами.
Из уважения всегда обслуживают в первую очередь старших, прежде чем присоединятся остальные; даже когда старшие отсутствуют, первую горсть риса из горшка черпают и откладывают в знак уважения к своим родителям — обычай, известный как u cha (ဦးချ, букв. «Первое почтение»).
Бирманцы едят правой рукой, кончиками пальцев формируя из риса небольшой шарик и смешивая его с различными кусочками. Палочки для еды и ложки в китайском стиле используются для блюд из лапши. Ножи и вилки редко используются в домах, но всегда предлагаются гостям и доступны в ресторанах и отелях. Напитки не часто подаются с едой, вместо этого обычно используется жидкий напиток в виде лёгкого бульона или консоме, подаваемого из общей миски. Вне трапезы излюбленным бирманским напитком является светло-зелёный чай yay nway gyan (ရေနွေးကြမ်း, букв. «неочищенная чайная вода»).

### Теории питания
В традиционной бирманской медицине продукты делятся на два класса: нагревающие (အပူစာ apu za — горячая пища) или охлаждающие (အအေးစာ a-aye za — холодная пища), в зависимости от их воздействия на систему организма, аналогично китайской классификации продуктов питания.
К «нагревающим» продуктам относятся, например, курица, горький лимон, дуриан, манго, шоколад, мороженое. «Охлаждающие» продукты включают, в частности, свинину, баклажаны, молочные продукты, огурцы, редис.
Бирманцы также придерживаются нескольких табу и суеверий относительно потребления в различных случаях жизни, особенно во время беременности. Например, беременным женщинам нельзя есть перец чили из-за убеждения, что он вызывает у детей редкие волосы на голове.

## Влияния

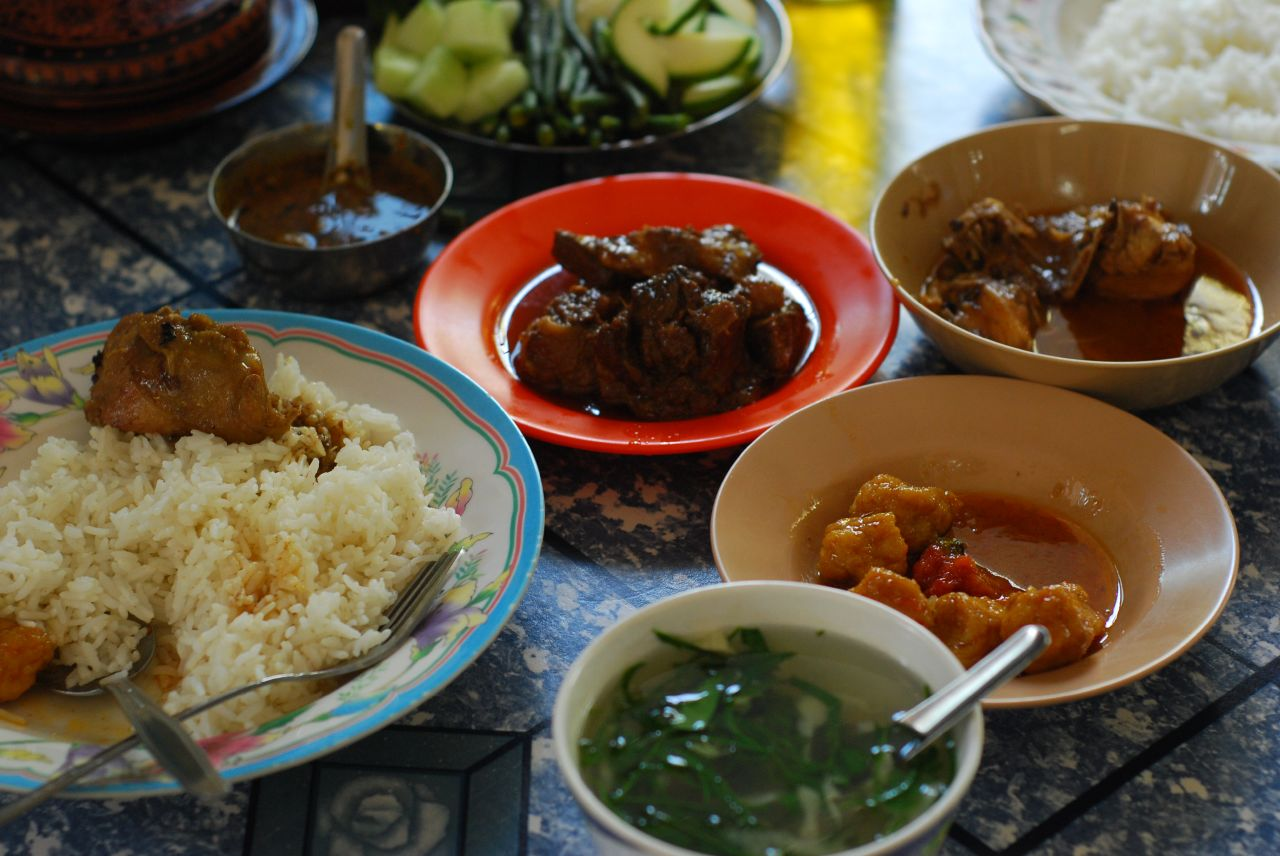
Традиционная бирманская еда включает тарелку супа, риса, несколько мясных карри и ngapi yay (соус для макания) с tozaya (овощи для макания).

Разнообразная религиозная структура страны влияет на её кухню, поскольку буддисты избегают говядины, а мусульмане — свинины. Набожные буддисты считают говядину табу, потому что корова высоко ценится как вьючное животное. Вегетарианские блюда распространены только во время буддистского поста — трёхмесячного уединения под дождём, а также в дни Упосатхи. В течение этого времени до полудня потребляются только два приёма пищи (то есть завтрак и обед), чтобы соблюсти правила поста (Упосатха) и воздержания от мяса, соблюдаемое набожными буддистами. В остальное время года многие блюда могут быть приготовлены вегетарианскими по запросу, но основная часть бирманской пищи готовится на основе рыбного или мясного бульона. Кроме того, многие из нескольких этнических групп готовят по крайней мере одно вегетарианское блюдо (особенно блюда шанской кухни).
Страны, граничащие с Мьянмой, особенно Индия, Китай и Таиланд, оказали влияние на бирманскую кухню. Индийское влияние обнаруживается в бирманских вариантах блюд, таких как самоса и бирьяни, а также в индийских карри, специях и хлебе, таких как наан и паратха. Южно-индийская кухня, особенно четтиарская, также популярна в городах. Китайское влияние на бирманскую кухню проявляется в использовании таких ингредиентов, как творог из бобов и соевого соуса, различных видов лапши, а также в технике жарки с перемешиванием. Как и в соседних Таиланде и Лаосе, жареных насекомых едят в качестве закуски.
Южная Мьянма, особенно область вокруг Моламьяйна, известна своей кухней, как гласит бирманская пословица: «Мандалай для красноречия, Моламьяйн для еды, Янгон для хвастовства».

## Приготовление

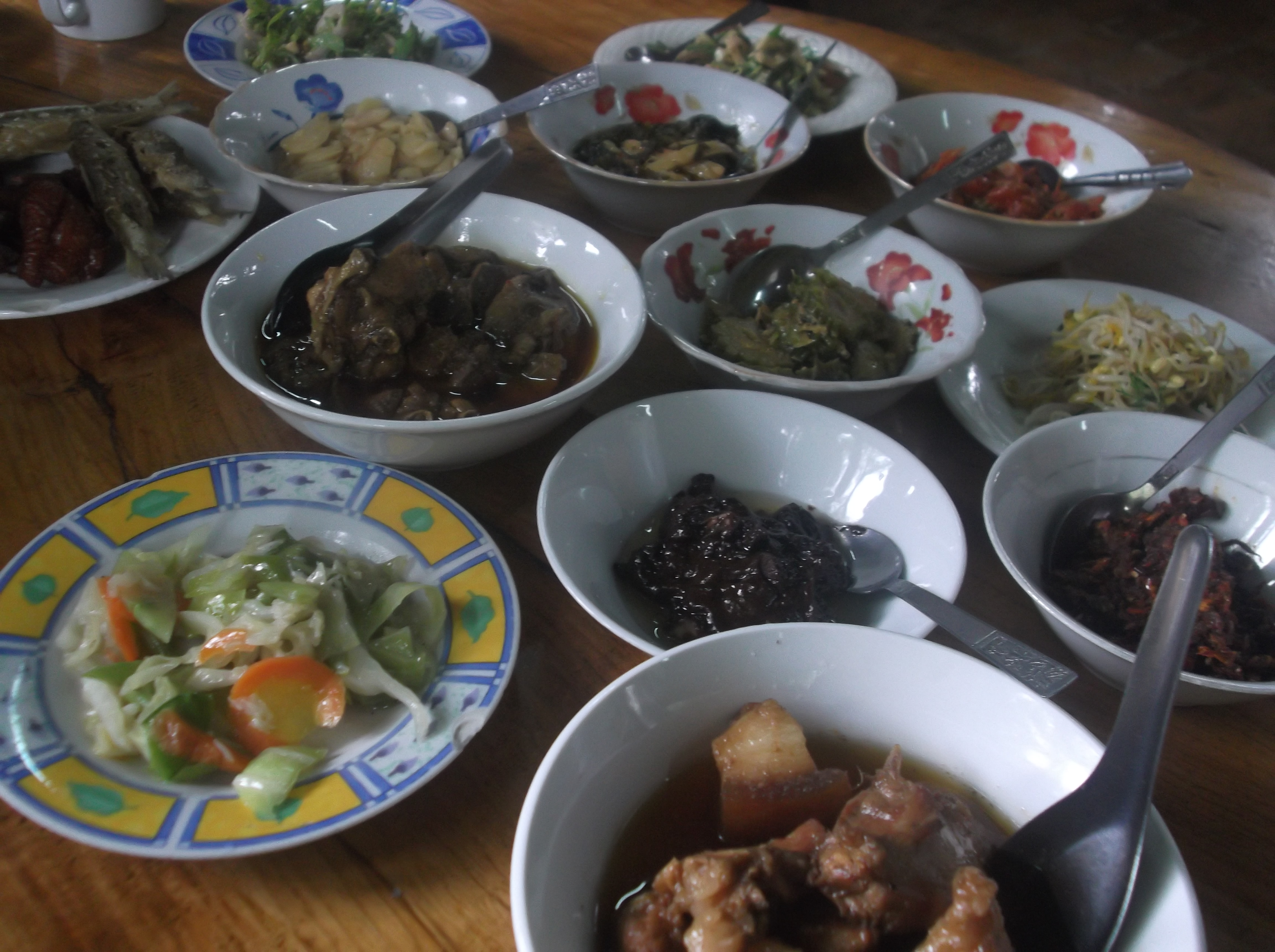
Традиционный обед в Мьянме

Бирманские блюда не готовятся по точным рецептам. Использование и количество используемых ингредиентов могут варьироваться, но точность времени имеет первостепенное значение. Одной из немногих сохранившихся доколониальных кулинарных книг является Sadawset Kyan (бирм. စားတော်ဆက်ကျမ်, букв. «Трактат о королевской пище»), написанная на пальмовых листьях в 1866 году во времена династии Конбаун.
В зависимости от предлагаемого блюда, оно может быть жареным, тушёным, варёным, приготовленным на пару, запечённым или приготовленным на гриле, а также может быть любым сочетанием указанных методов. В бирманском карри используется только горстка специй (по сравнению с индийскими) и больше чеснока и имбиря. Блюда готовятся с большим количеством масла в случае карри и супов, а количество специй и трав варьируется в зависимости от региона и семьи; Качин и Шан при готовке карри часто используют больше свежих трав.

## Ингредиенты
Ингредиенты, используемые в бирманских блюдах, часто свежие. Многие фрукты используются в сочетании с овощами во многих блюдах. Бирманцы едят большое разнообразие овощей и фруктов, а также все виды мяса. Очень популярный овощ — дженгкол, который обычно варят или жарят и обмакивают в соль, масло, а иногда и в кокосовое масло.

### Крахмалы
Наиболее распространённым крахмалом (основным продуктом питания) в Мьянме является белый рис или htamin (ထမင်း), который подают с мясными блюдами, называемыми hin. Потребители в северных высокогорьях (например, в штате Шан) предпочитают более липкие сорта с низким содержанием амилозы, такие как kauk hnyin' (ကောက်ညှင်း — клейкий рис) и kauk sei, в то время как потребители в регионах нижних дельт предпочитают сорта с более высоким содержанием амилозы, такие как kauk chaw и kauk kyan. Сорта риса с низким содержанием амилозы обычно используются в бирманских закусках (mont).
Paw hsan hmwe (ပေါ်ဆန်းမွှေး) — ароматный рис, является самым популярным рисом, используемым в Бирме, и оценивается также как и тайский жасминовый рис или рис басмати. Сегодня Мьянма является шестым по величине производителем риса в мире, хотя в последнее время экспортируется всё меньше, и даже внутренние поставки не могут быть гарантированы. Фиолетовый сорт kauk hnyin (ကောက်ညှင်း), известный как nga cheik (ငချိပ်), обычно является блюдом для завтрака.
Различные виды лапши, от яичной и пшеничной лапши до рисовой вермишели, также используются в салатах и супах. Как правило, вермишель и рисовая лапша часто используются в супах, а густая рисовая и пшеничная лапша — в салатах. Палата, слоёная жареная лепёшка, связанная с индийской паратхой, часто едят с мясом карри, а nan bya (နံပြား), испечённую лепёшку едят с любыми индийскими блюдами. Ещё одно любимое блюдо — aloo poori (အာလူးပူရီ), пышные жареные хлебцы, которые едят с картофельным карри.

### Нгапи
Нгапи (ငပီ) — паста из солёной, ферментированной рыбы или креветок, считается краеугольным камнем любой традиционной бирманской еды. Он используется в качестве основного ингредиента в суповой основе, салатах, основных блюдах, приправах, а также просто с варёным рисом. Использование для различных блюд зависит от региона.
Нгапи штата Ракхайн не содержит соли вообще, либо содержит мало, используя морскую рыбу. Он используется в качестве суповой основы для региональной кухни Ракхайн, mont di (မုန့်တီ). Он также широко используется в приготовлении овощей, рыбы и мяса.
В прибрежных районах Иравади и Танинтайи большая часть нгапи состоит из свежей и солёной рыбы. Нгапи также используется в качестве приправы, такой как ngapi yay (ငါးပိရည် — креветочная паста), неотъемлемая часть кухни Карен, которая включает жидкий нгапи, специи и отварные свежие овощи. Верхняя часть Мьянмы, которая является штатом Шан, вообще не ест нгапи, вместо этого они используют ферментированные бобы или ферментированный творог из бобов для своих блюд и кухонь. Хотя некоторые семьи коренных жителей из нижней части Мьянмы, поселившиеся в верхней части, по-прежнему едят нгапи как свою традиционную пищу.

### Приправы
Бирманская кухня богата приправами, от сладких и кислых до солёных. Наиболее популярны маринованное манго, balachaung (креветки и нгапи) и ngapi gyaw (жареный нгапи) и консервированные овощи в рисовом вине (из штата Шан). Нгапи играет важную роль в приправе, как соус из свежих овощей.
Ферментированные бобы, называемые pè ngapi, из штата Шан, играют важную роль в шанской кухне. Чипсы нгапи из сушёных бобов используются в качестве приправы для различных шанских блюд.
Ещё одна приправа на основе бобов, популярная среди жителей Бамара и центральных засушливых регионов, — это pon ye gyi (ပုံးရည်ကြီ) — густая солёная чёрная паста, приготовленная из ферментированных соевых бобов. Его используют в кулинарии, особенно со свининой, и в качестве салата с молотым ореховым маслом, измельчённым луком и красным перцем чили. Паган — важный производитель pon ye gyi (ပုံးရည်ကြီ).

### Фрукты
Мьянма имеет широкий ассортимент фруктов, и большинство из них имеют тропическое происхождение. Однако также популярны некоторые известные западные фрукты, такие как клубника. Дуриан, гуава и другие фрукты обычно подают в качестве десертов. Другие фрукты включают манго, банан, джекфрут, слива, личи, папайя, помело, арбуз, гранат, мангостан, сахарное яблоко и рамбутан.

## Известные блюда

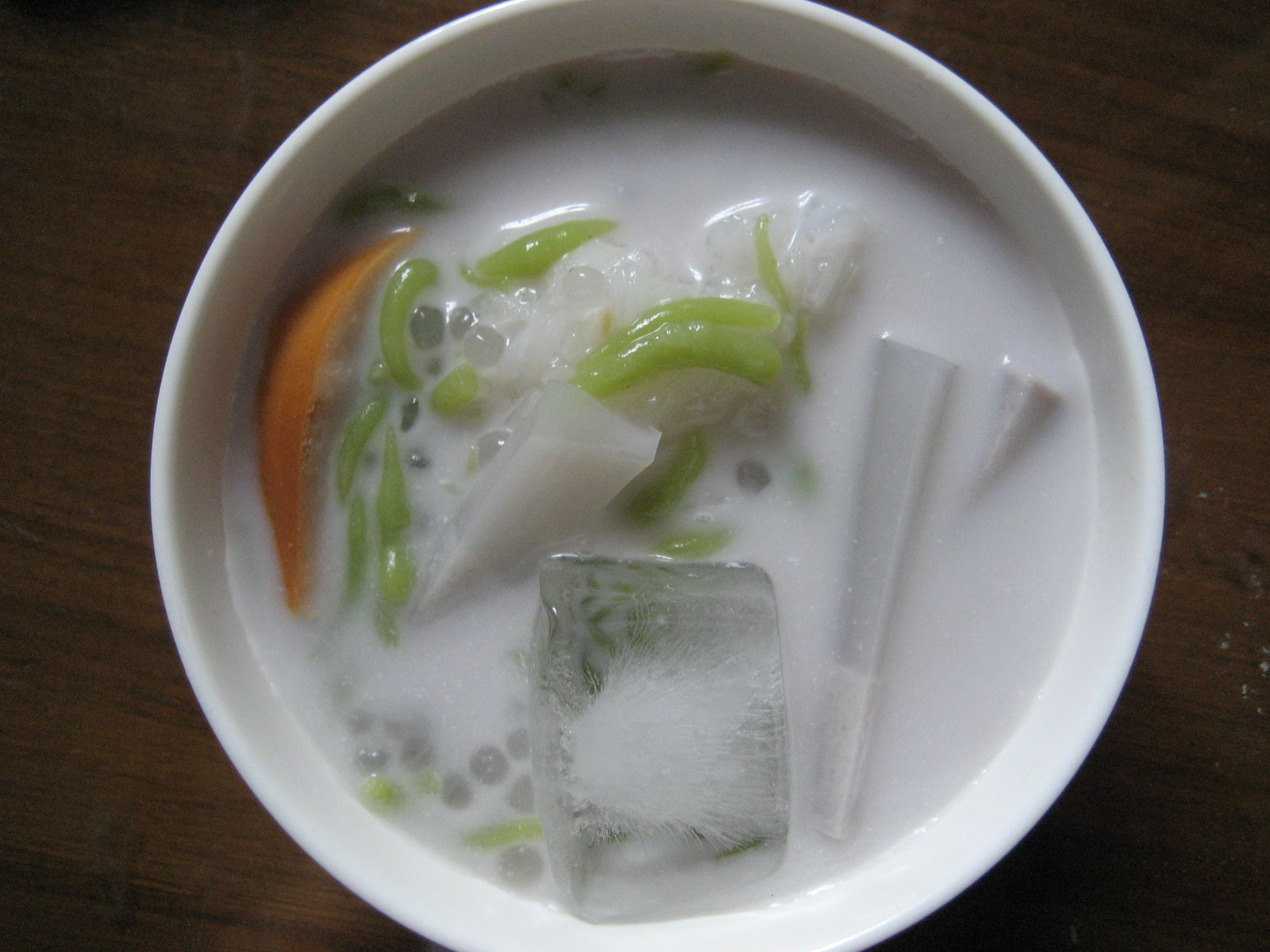
Shwe yin aye — популярный и освежающий десерт.

Поскольку стандартизированной системы латинизации разговорного бирманского языка не существует, предоставлено произношение следующих блюд на современном стандартном бирманском языке, приближенное с использованием IPA.
- Gyin thohk (ချင်းသုပ်‌ [dʒɪ́ɰ̃ ðoʊʔ]) — имбирный салат с кунжутом.
- Khauk swè thoke (ခေါက်ဆွဲသုပ် [kʰaʊʔsʰwɛ́ ðoʊʔ]) — салат из пшеничной лапши с сушёными креветками, нашинкованной капустой и морковью, заправленный обжаренным арахисовым маслом, рыбным соусом и лаймом.
- Kat kyi kaik (ကတ်ကြေးကိုက် [kaʔtɕígaɪʔ], букв. «укушенный ножницами») — южное прибрежное блюдо (из области Тавой) из рисовой лапши с разнообразными морепродуктами, мясом, сырыми ростками фасоли, фасолью и яичницей, сопоставимое с пад-тай.
- Let thohk sohn (လက်သုပ်စုံ [lɛʔ θoʊʔzòʊɴ]) — похож на htamin thohk с измельчённой зелёной папайей, измельчённой морковью, морским мхом огонори и часто пшеничной лапшой.
- Mohinga (မုန့်ဟင်းခါး [mo̰ʊɴhíɰ̃ɡá]) — неофициальное национальное блюдо из рисовой вермишели в рыбном бульоне с луком, чесноком, имбирём, лимонной травой и нарезанной нежной сердцевиной стебля банана, подаётся с варёными яйцами, жареными рыбными котлетами (nga hpe) и оладьями (akyaw).
- Mont let hsaung (မုန့်လက်ဆောင်း [mo̰ʊɴlɛʔsʰáʊɴ]) — шарики из тапиоки, клейкого риса, тёртого кокоса и поджаренного кунжута с сиропом джаггери в кокосовом молоке.
- Nan gyi thohk (နန်းကြီးသုပ် [náɰ̃dʒí ðoʊʔ]) или Mont di (မုန့်တီ) — густой салат с рисовой лапшой с мукой из нута, курицей, рыбными котлетами (nga hpe), луком, кориандром, зелёным луком, измельчённым сушёным чили, заправленным обжаренным в масле хрустящим луком, рыбным соусом и лаймом.
- Ohn-no khauk swè (အုန်းနို့ခေါက်ဆွဲ [ʔóʊɴno̰ kʰaʊʔsʰwɛ́]) — курица с карри и пшеничная лапша в бульоне из кокосового молока, похожая на малайзийскую лаксу и кхао сой из Чиангмая.
- Sanwin makin (ဆနွင်းမကင်း [sʰà.nwɪ́ɴ məgɪ́ɴ]) — манный пирог с изюмом, грецкими орехами и маком.
- Shwe gyi mohnt — затвердевшая манная (пшеничная) каша с маком.
- Shwe yin aye (ရွှေရင်အေး [ʃwè jɪ̀ɴ ʔé]) — желе из агара, тапиока и саго в кокосовом молоке.
- Nga thalaut paung (ငါးသလောက်ပေါင်း [ŋəθəlaʊʔbáʊɴ])— пресноводная рыба, тушённая в уксусе, соевом соусе, помидорах и лемонграссе.
- Pon ye gyi (ပုံးရည်ကြီး [póʊɴjèd͡ʑí]) — приправа из ферментированных бобов, обычно готовящаяся со свининой или курицей.

### Китайское влияние

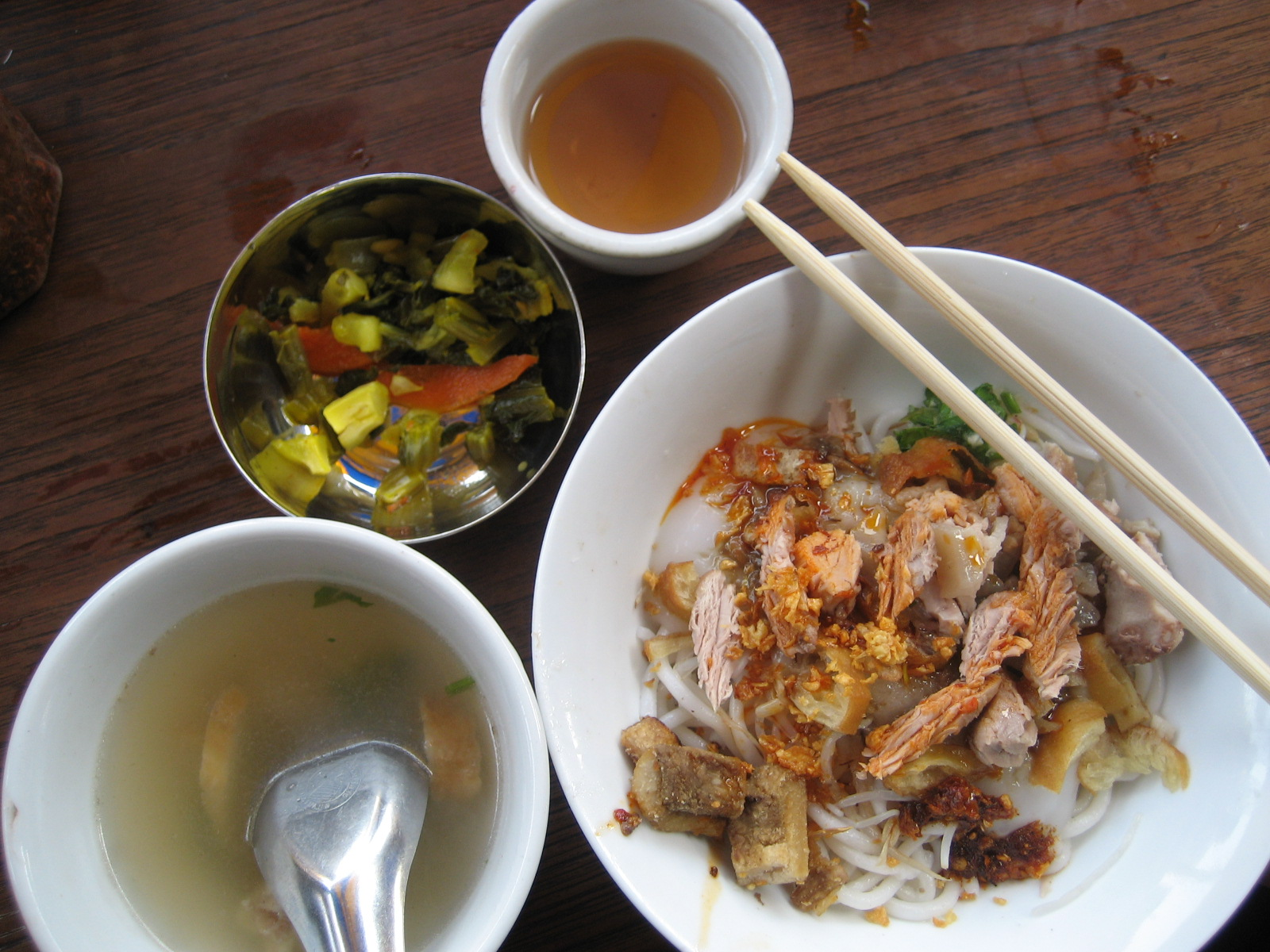
Мандалайский Meeshay

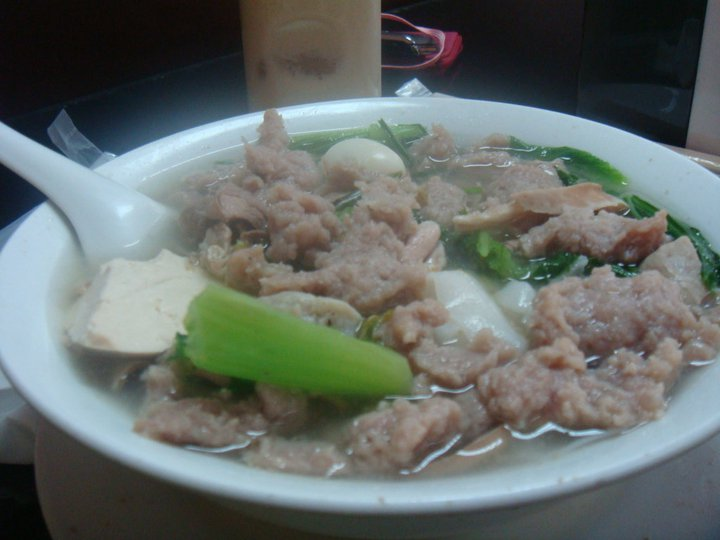
Kyay Oh

- A sein kyaw (အစိမ်းကြေ [ʔəséɪɴdʒɔ̀]) — капуста, цветная капуста, морковь, стручковая фасоль, кукуруза, кукурузный крахмал или крахмал тапиоки, помидоры, соус, соус из кальмаров.
- Hpet htohk (ဖက်ထုပ် — букв. «Обёртка из листьев») — мясо, бумага для выпечки, имбирь, чеснок, молотый перец и соль. Обычно подаётся с супом или лапшой.
- Kyay oh (ကြေးအိုး [tʃé ʔó]) — вермишелевая лапша в супе со свиными субпродуктами и зеленью.
- Htamin jaw (ထမင်း‌ကြေ [tʰəmɪ́ɴ‌ d͡ʑɔ̀]) — жареный рис с варёным горошком (pè byouk), любимый завтрак бедняков, иногда подаётся с мясом, колбасой и яйцами.
- Kawyei khao swè (ကော်ရည်ခေါက်ဆွဲ [kɔ̀ jè kʰaʊʔ sʰwɛ́]) — лапша и карри из утки (или свинины) в бульоне с яйцами. Также известен как lor mee в Сингапуре и Малайзии.
- Mi swan (မြူစွမ် [mjù swàɴ]) — очень мягкая рисовая лапша, известная как misua в Сингапуре и Малайзии. Это популярный вариант для больных, обычно с куриным бульоном.
- Meeshay (မြီးရှေ [mjíʃè]) — рисовая лапша со свининой или курицей, ростками фасоли, гелем из рисовой муки, оладьями из рисовой муки, заправленными соевым соусом, солёными соевыми бобами, рисовым уксусом, жареным арахисовым маслом, маслом чили и украшенными хрустящим жареным луком, измельчённым чесноком, кориандром и маринованной белой редькой/зеленью горчицы
- Panthay khao swè — халяльная лапша с курицей и специями, которую часто подают мусульманские китайцы пантай.
- San byohk — рисовый отвар с рыбой, курицей или уткой, часто дают больным.
- Sigyet khauk swè (ဆီချက်ခေါက်ဆွဲ [sʰìdʑɛʔ kʰaʊʔ sʰwɛ́]) — пшеничная лапша с уткой или свининой, обжаренное чесночное масло, соевый соус и нарезанный зелёный лук. Это считается «фирменным блюдом» мьянманских и бирманских китайцев.
- Wet tha dote htoe (ဝက်သား တုတ်ထို) — свиные субпродукты, приготовленные в лёгком соевом соусе. Едят с сырым имбирём и соусом чили.

### Индийское влияние

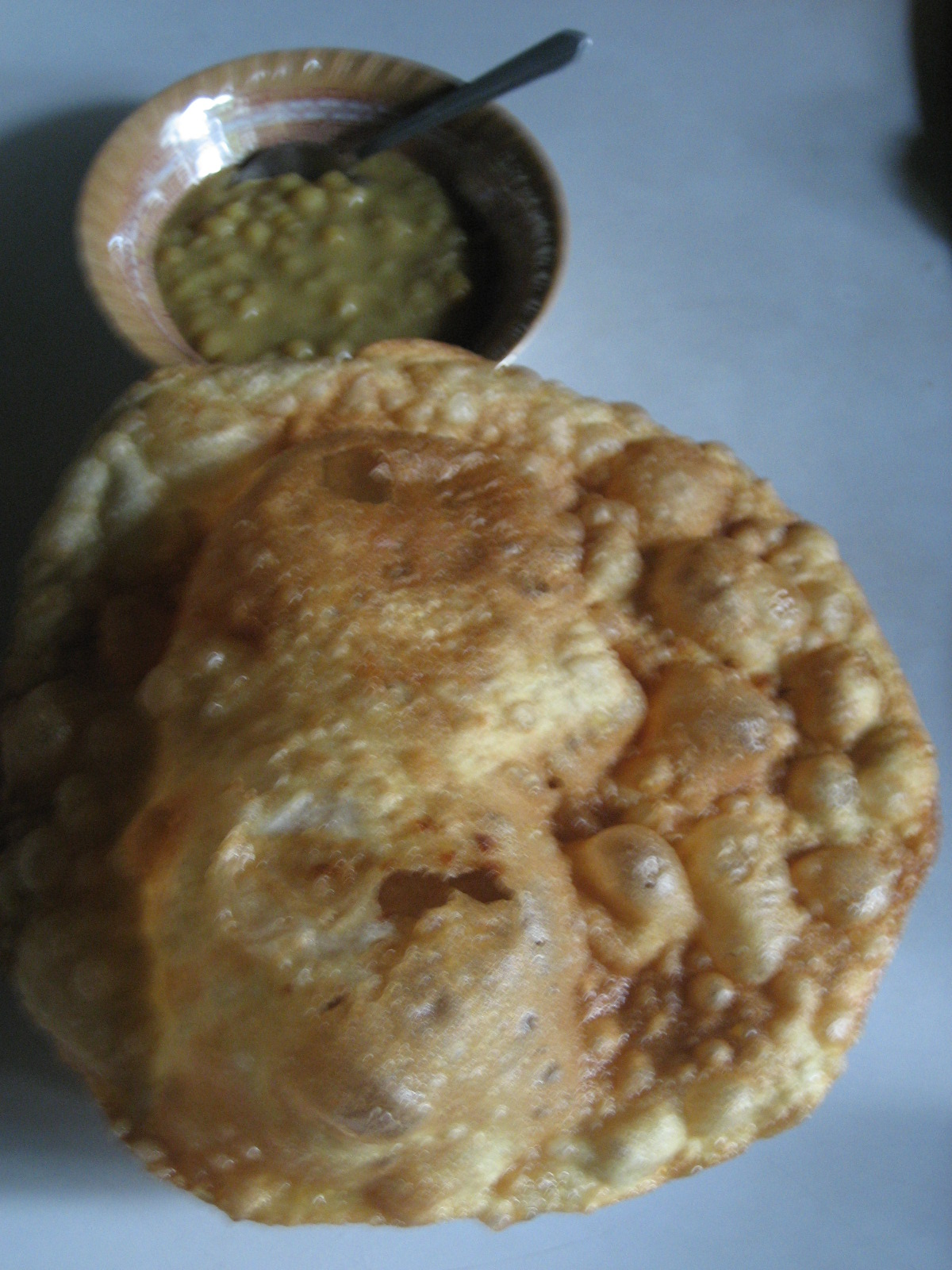
Жареные чапати с pé-byohk — любимое блюдо в Мандалае

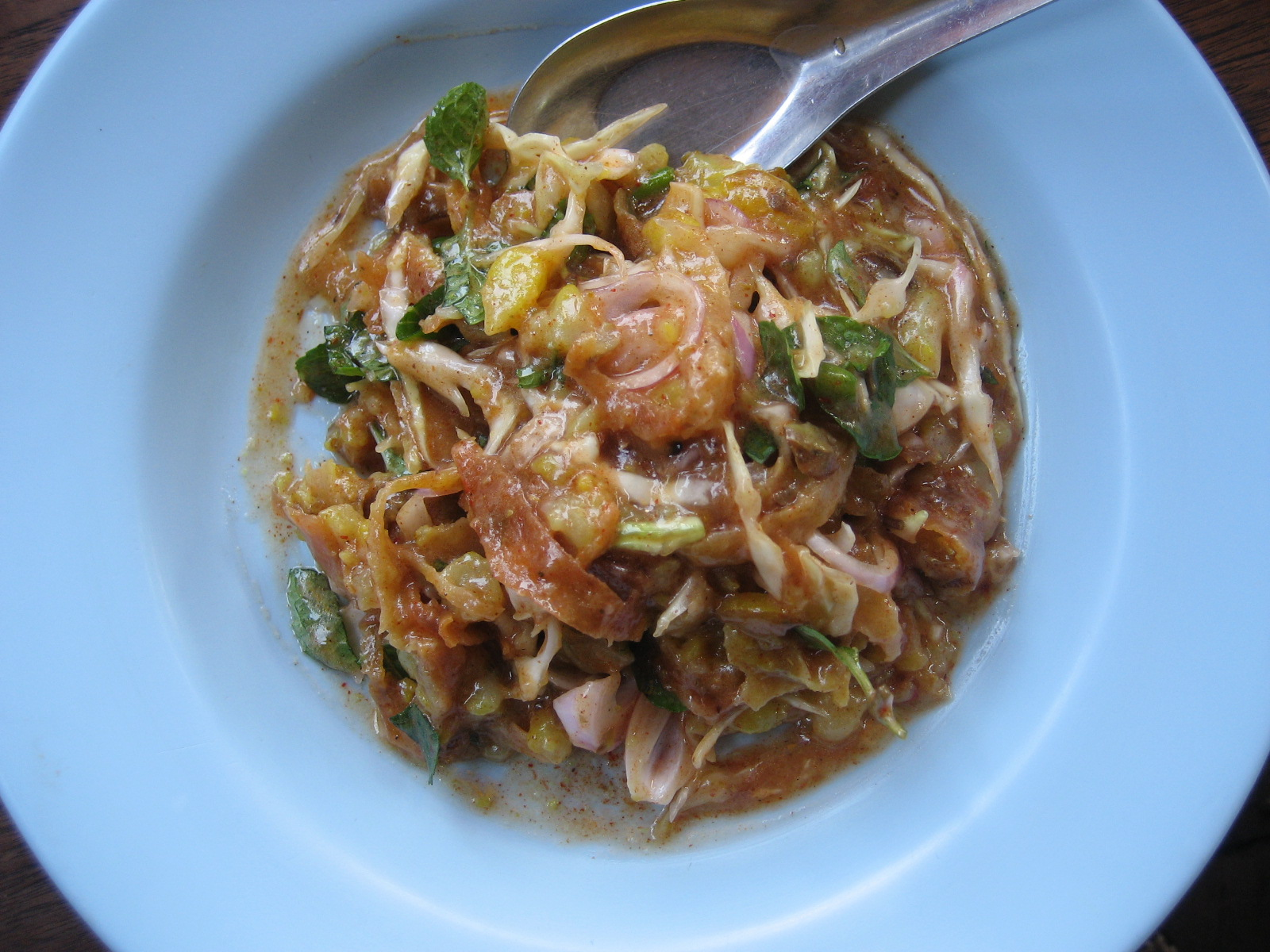
Салат самоса в Мандалае

- Danbauk (ဒံပေါက် от перс. dum pukht‎), бирьяни по-бирмански с курицей или бараниной, подаётся с маринованными огурцами, свежей мятой и зелёным чили.
- Жареный чапати, хрустящий и покрытый пузырями, с варёным горошком (pé-byohk), популярный завтрак рядом с nan bya.
- Халва (ဟဠဝ halawa, также ချိုမြိန် hkyao myaein) — закуска из липкого риса, сливочного масла, кокосового молока, из индийского десерта халва. В Мьянме халва относится к рыхлой форме, что-то вроде картофельного пюре, без выпечки в твёрдую или более твёрдую лепёшку в отличие от Sa-Nwin-Ma-Kin.
- Phaluda (ဖာလူဒါ) — похожий на индийский десерт фалуда, розовая вода, молоко, желе, кокосовое желе, кокосовая стружка, иногда подаётся с заварным кремом и мороженым.
- Htat taya (အလွှာတစ်ရာ — букв. «сто слоёв») — обжаренная слоёная многослойная парата с небольшим количеством сахара или pè byouk.
- Htawbat htamin — рис, приготовленный на сливочном масле, и в основном его едят с куриным карри.
- Malaing lohn — гулаб джамун по-бирмански.
- Nan bya (နံပြား) — наан по-бирмански с маслом или с pè byouk, также с супом из баранины.
- Palata (ပဠဋ) — парата по-бирмански с яйцом или бараниной.
- Samuza (စမူဆာ [səmùzà]) — самоса по-бирмански с бараниной и луком, подаётся со свежей мятой, зелёным перцем чили, луком и лаймом.
- Samusa thohk (စမူဆာသုပ် [səmùsʰà ðoʊʔ]) — салат самоса с луком, капустой, свежей мятой, картофельным карри, масалой, молотым перцем чили, солью и лаймом.
- Theezohn chinyay (သီးစုံချဉ်ရည် [θízòʊɴ tʃìɴjè], букв. «кислый бульон овощного ассорти») — с морингой, дамским пальчиком, баклажаном, стручковой фасолью, картофелем, луком, имбирём, сушёным перцем чили, варёным яйцом, сушёной малосольной рыбой, рыбной пастой и тамариндом.

### Шанское влияние

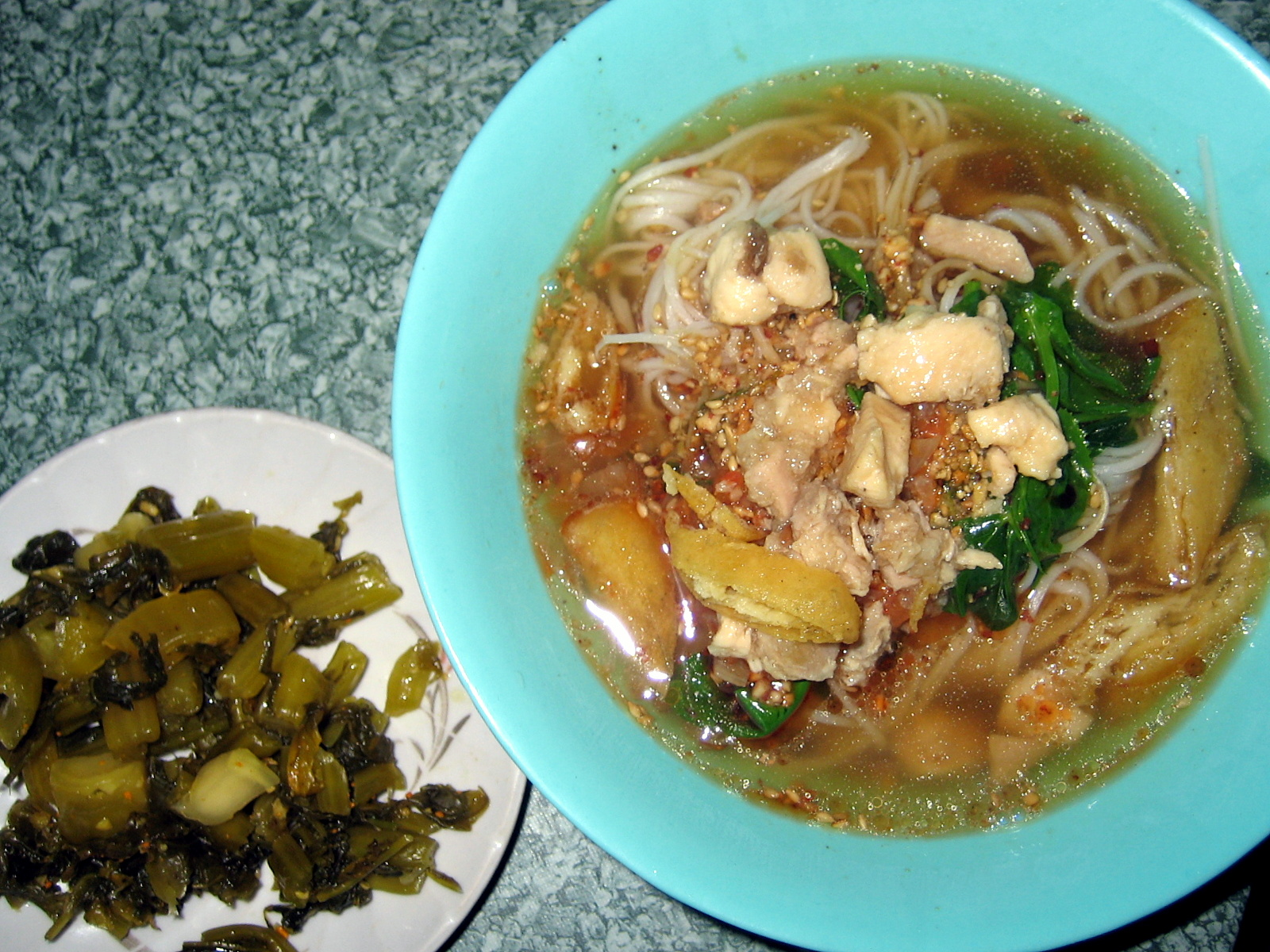
Shan khao swè и tohpu jaw, с monnyinjin

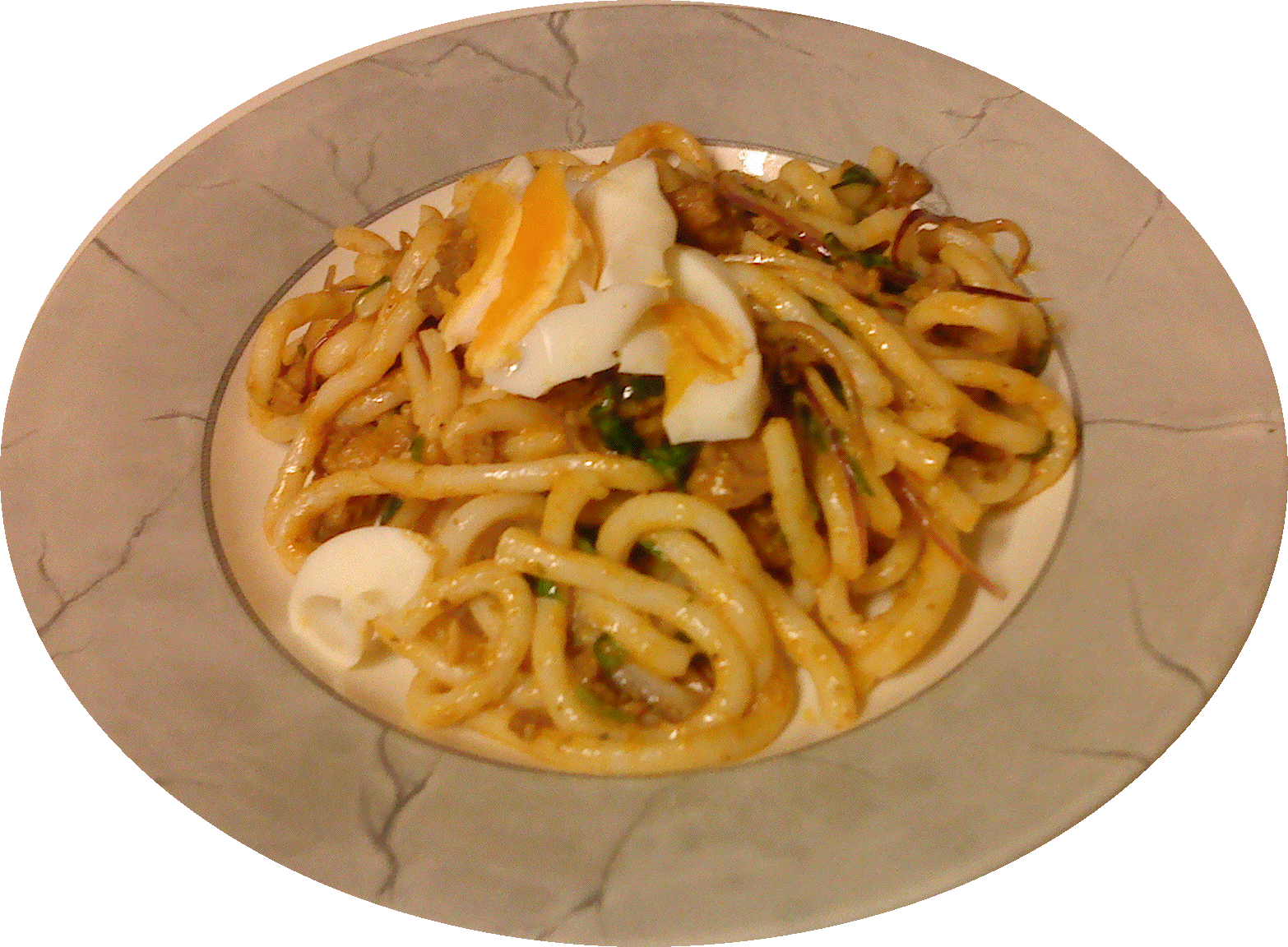
Шанское влияние — Nan gyi thohk

- Htamin jin (ထမင်းချဉ်‌ [tʰəmɪ́ɰ̃ dʑɪ̀ɰ̃]) — салат из риса, помидоров и картофеля или рыбы, замешанный в круглые шарики, заправленный и украшенный хрустящим жареным луком в масле, соусом из тамаринда, кориандром и зелёным луком, часто с чесноком, китайским чесноком или корнями (ju myit), жареный цельный сушёный перец чили, жареные на гриле лепёшки из ферментированной фасоли (pé bouk) и жареный сушёный тофу (tohu gyauk kyaw).
- Lahpet thohk — салат из маринованных чайных листьев с жареным горошком, арахисом и чесноком, поджаренным кунжутом, свежим чесноком, помидорами, зелёным чили, измельчёнными сушёными креветками, консервированным имбирём и заправленный арахисовым маслом, рыбным соусом и лаймом.
- Shan tohu — вид тофу приготовленный из муки нута или жёлтого колотого гороха, который едят в виде оладий (tohpu jaw) или в салате (tohpu thohk), также едят горячим, прежде чем он застынет в виде tohu byawk он же tohu nway, и как жареный сушёный топху (tohu jauk kyaw}})
- Shan khao swé — рисовая лапша с курицей или фаршем из свинины, луком, чесноком, помидорами, чили, измельчённым жареным арахисом, молодой лозой из овощного гороха, подаётся с tohu jaw или tohu nway и маринованной зеленью горчицы (monnyinjin).
- Wet tha chin (ဝက်သားချဉ် [wɛʔ θə dʑɪ̀ɴ]) — консервированный фарш из свинины с рисом.
- Wet tha hmyit chin — свинина с маринованными побегами бамбука.

— Источник:

### Монское влияние
- Рис Тингянь (бирм. သင်္ကြန်ထမင်း [ðədʒàɴ tʰəmɪ́ɴ], мон. ပုင်သင်္ကြာန်) — полностью отварной рис в воде, подаётся с салатом из манго.
- Htamane (ထမနဲ [tʰəmənɛ́]) — десерт из клейкого риса, тёртых кокосов и арахиса.
- Nghaat pyaww puutainn (ငှက်ပျောပူတင်း, букв. «банановый пудинг») — десерт из банана, сваренного в кокосовом молоке и сахаре.
- Wet mohinga — как мохинга, но с влажной вермишелью (рисовая лапша).
- Duu rainn yo (ဒူးရင်းယို) — варенье из дуриана.
- S hpaann see yo (သဖန်းသီးယို) — варенье из инжира.
- Nga baung thohk — смешанные овощи и креветки, завёрнутые в листья моринды, а затем банановые листья снаружи.
- Sa-nwin makin — десертный торт из манной крупы, сахара, сливочного масла, кокоса.

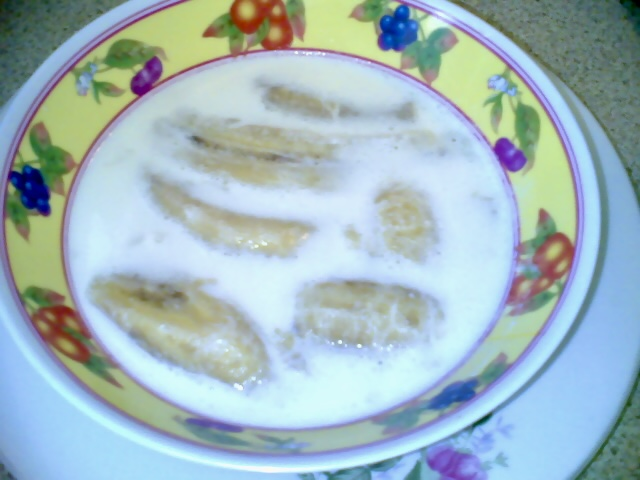
Банановый суп по монски

### Араканское (Ракхине) влияние
- Mont di (မုန့်တီ [mo̰ʊɰ̃ tì]) — чрезвычайно популярное и экономичное блюдо быстрого питания, где рисовую вермишель едят либо с некоторыми приправами и супом, приготовленным из нгапи, либо в виде салата с рыбным порошком и некоторыми приправами.
- Kya zan thohk — салат из стеклянной вермишели с варёным жульеном из креветок и пюре из утиных яиц карри и картофеля.
- Ngapi daung — очень острая приправа из толчёного нгапи и зелёного чили.
- Khayun thee nga chauk chet — баклажан, слегка приготовленный с небольшим количеством масла, с сушёной рыбой и чили.
- Nga-pyaw-thi-bohn — бананы, тушёные в молоке и кокосе, с гарниром из чёрного кунжута. Употребляется либо как блюдо, либо как десерт.
- Saw-hlaing mont — запечённая сладость, приготовленная из пшена, изюма, кокоса и сливочного масла.
- Sut-hnan — пшено, приготовленное в сладком молоке с изюмом.

— Источник:

### Тайское влияние
- Khow suey — суп, приготовленный из яичной лапши и карри из говядины или курицы с кокосовым молоком, подаётся с различными контрастными приправами.
- Sainbhaw see sote (သင်္ဘောသီးသုပ်) — салат из папайи.

## Галерея

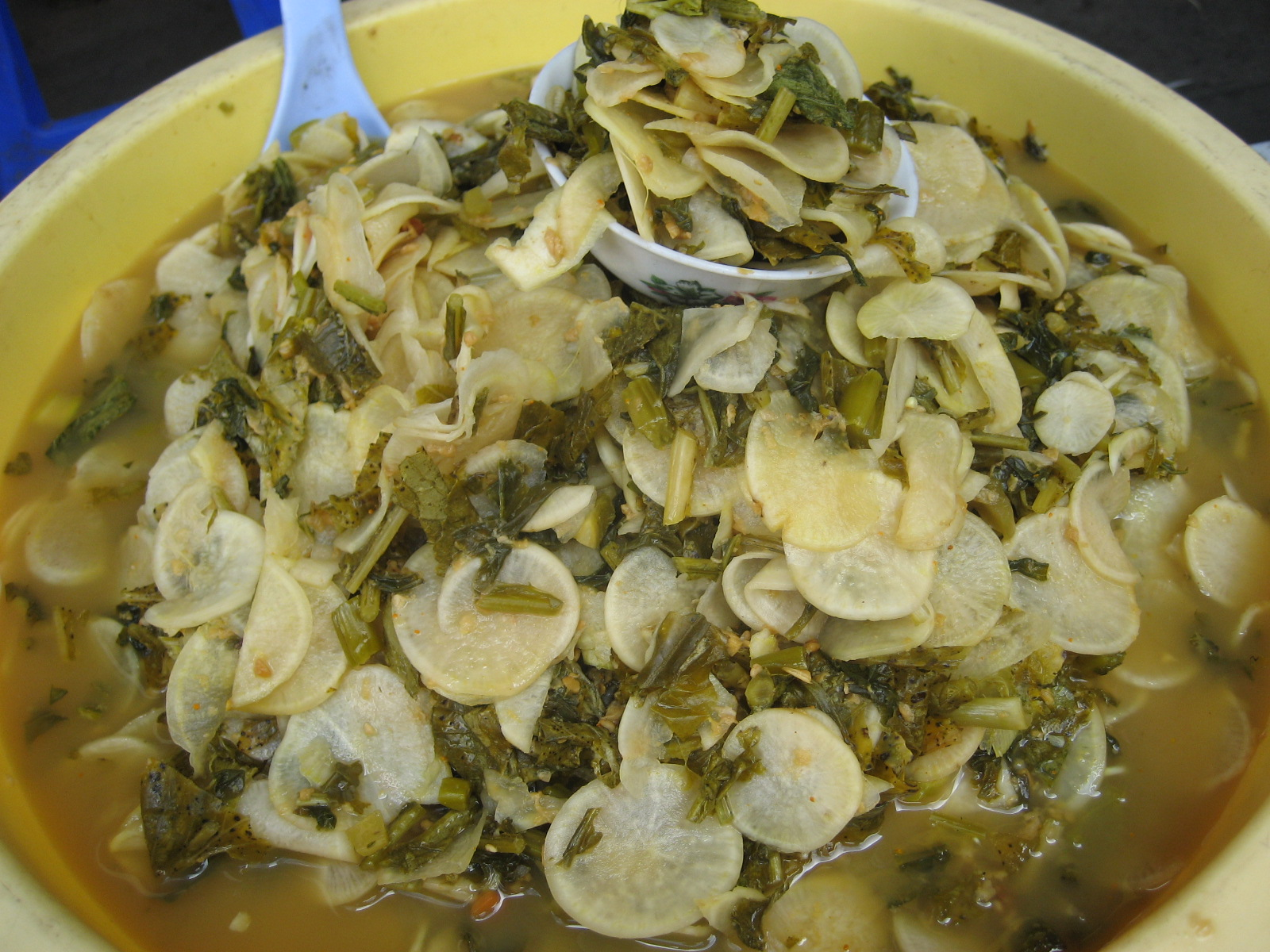
Mohn la jin - маринованный дайкон или мули
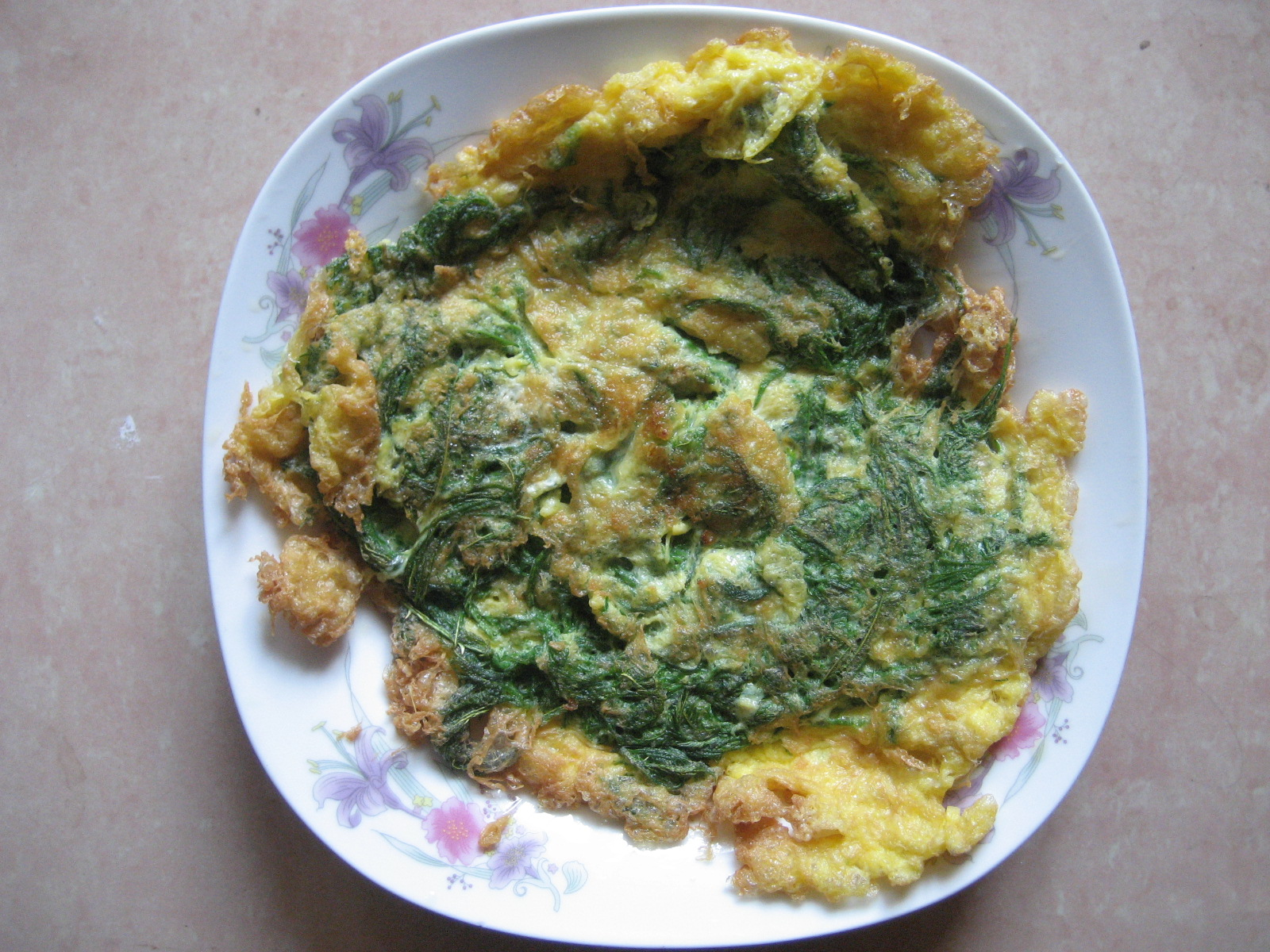
Омлет Cha-om - популярное блюдо у женщин
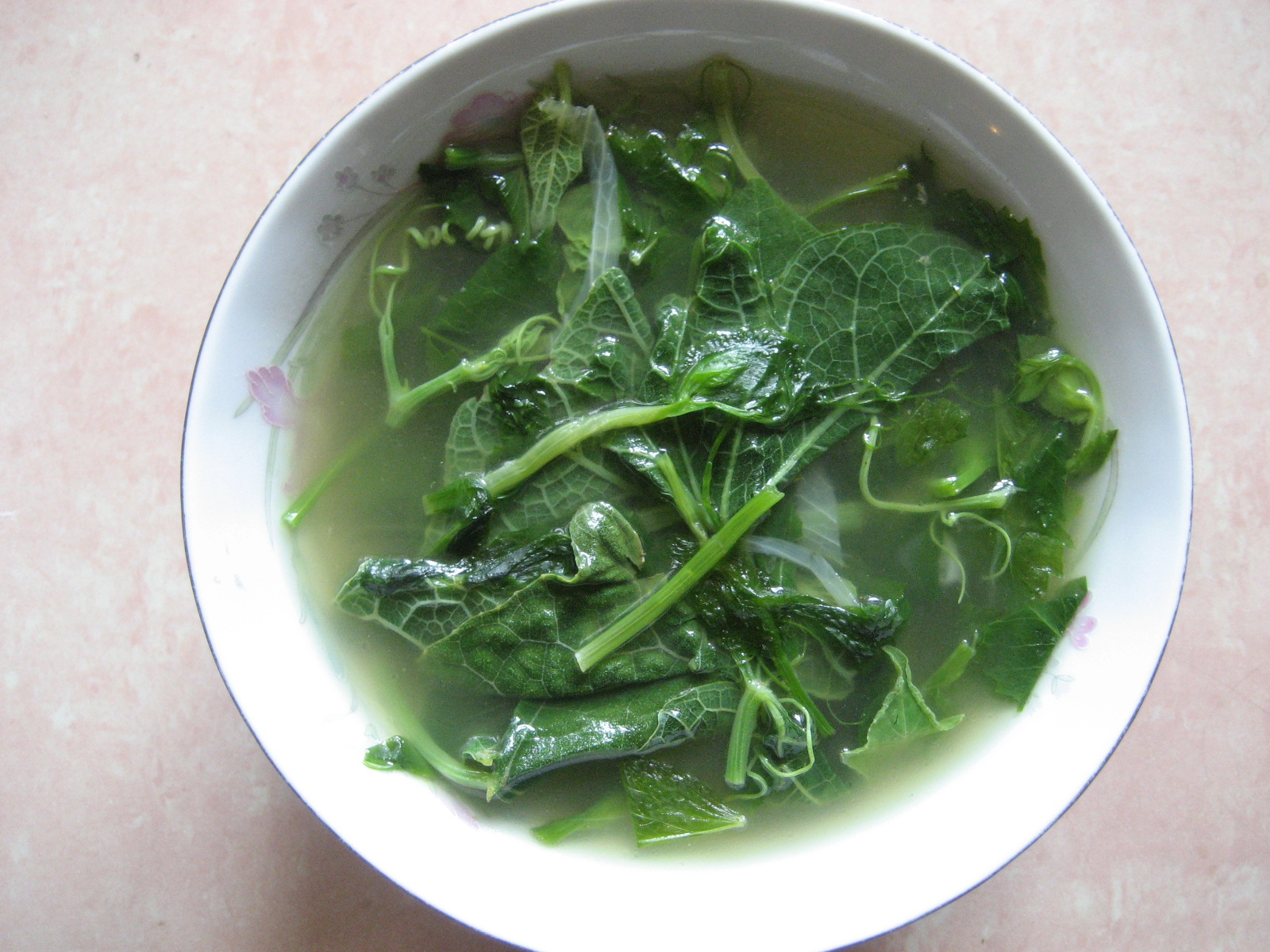
Bu nyunt hinjo - суп из молодой лозы тыквы
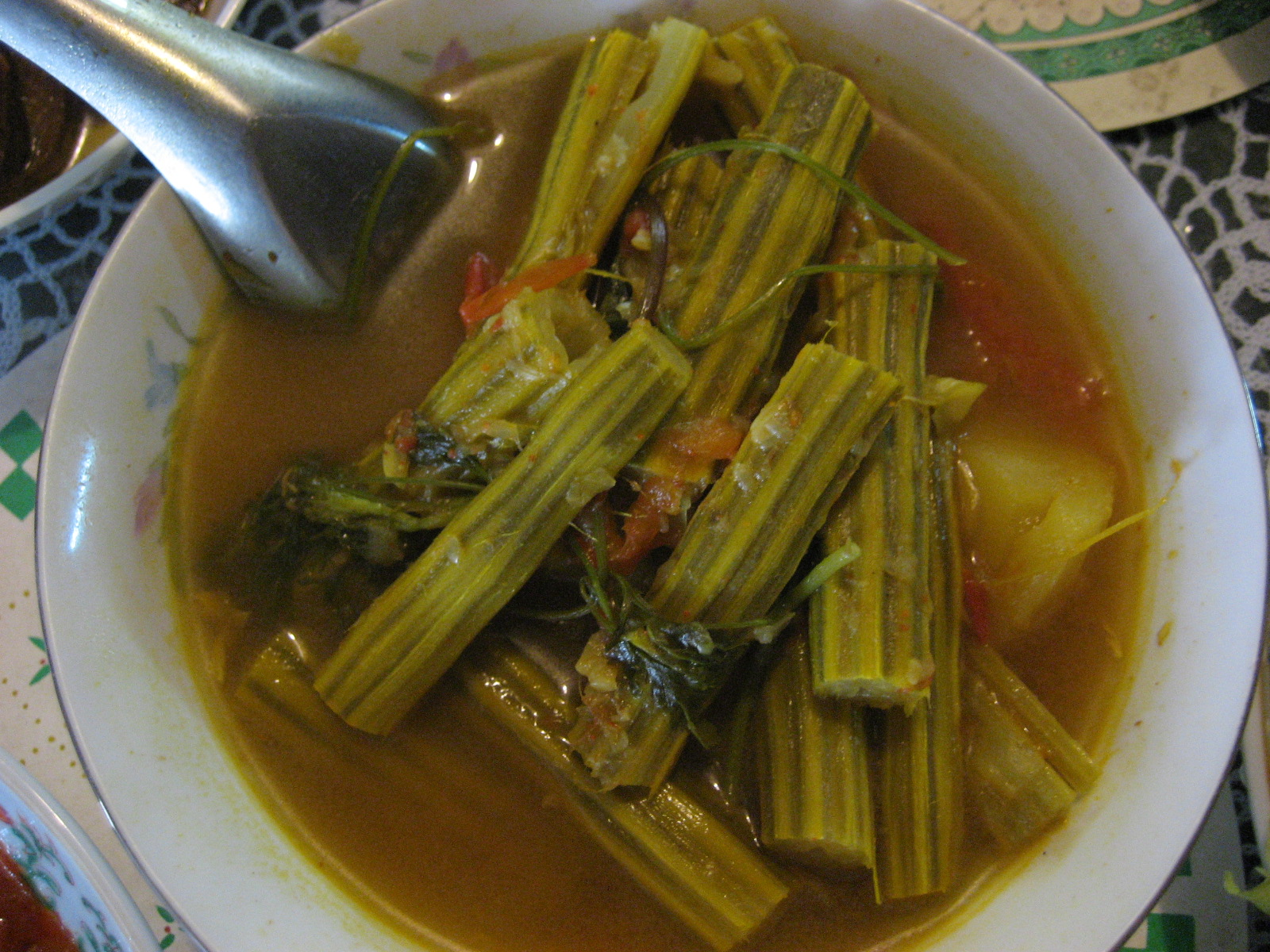
Dunt dalun chin-yay - кислый суп из моринги
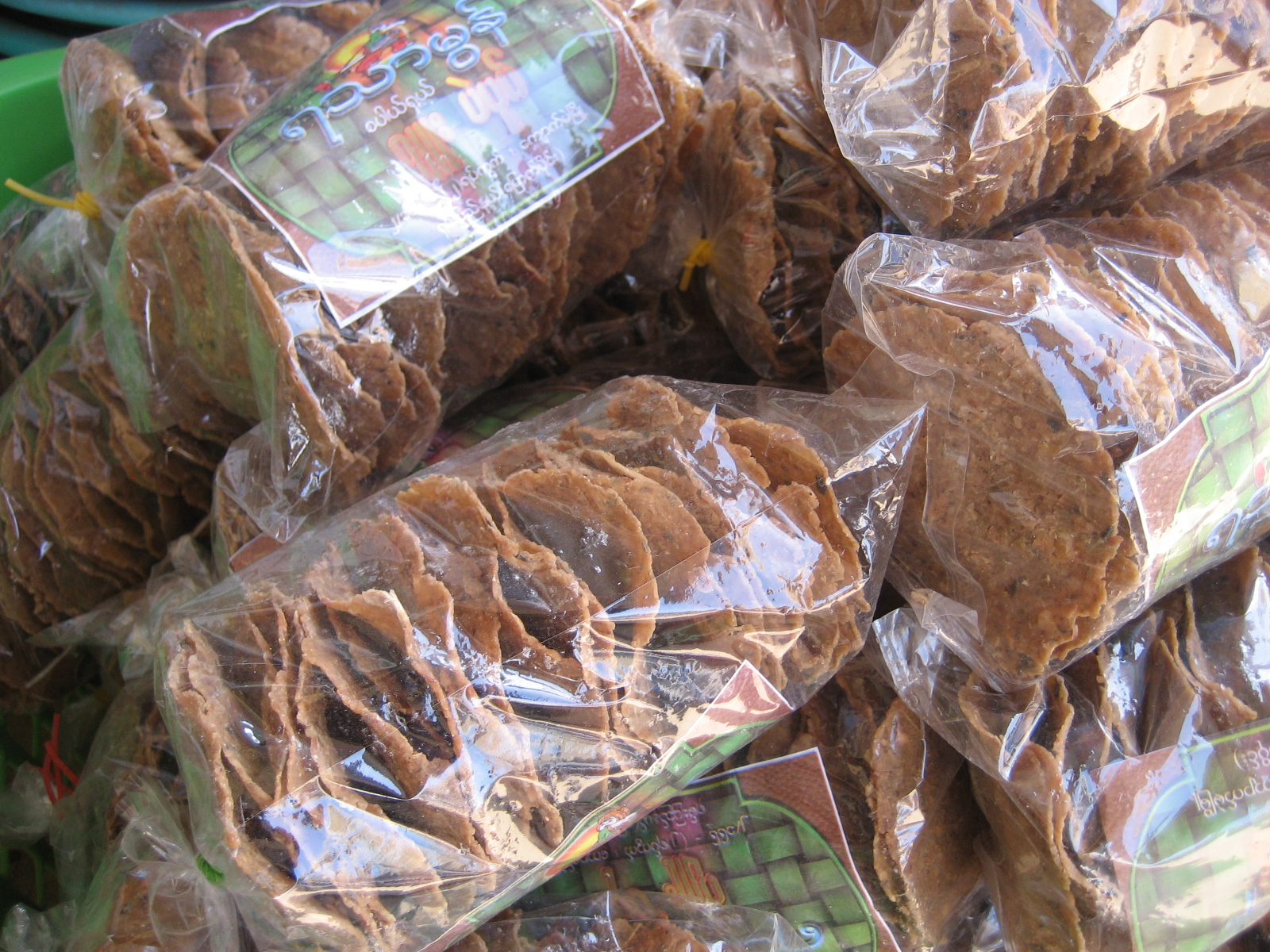
Pè bohk - сушёные ферментированные бобовые лепёшки для гриля или жарки
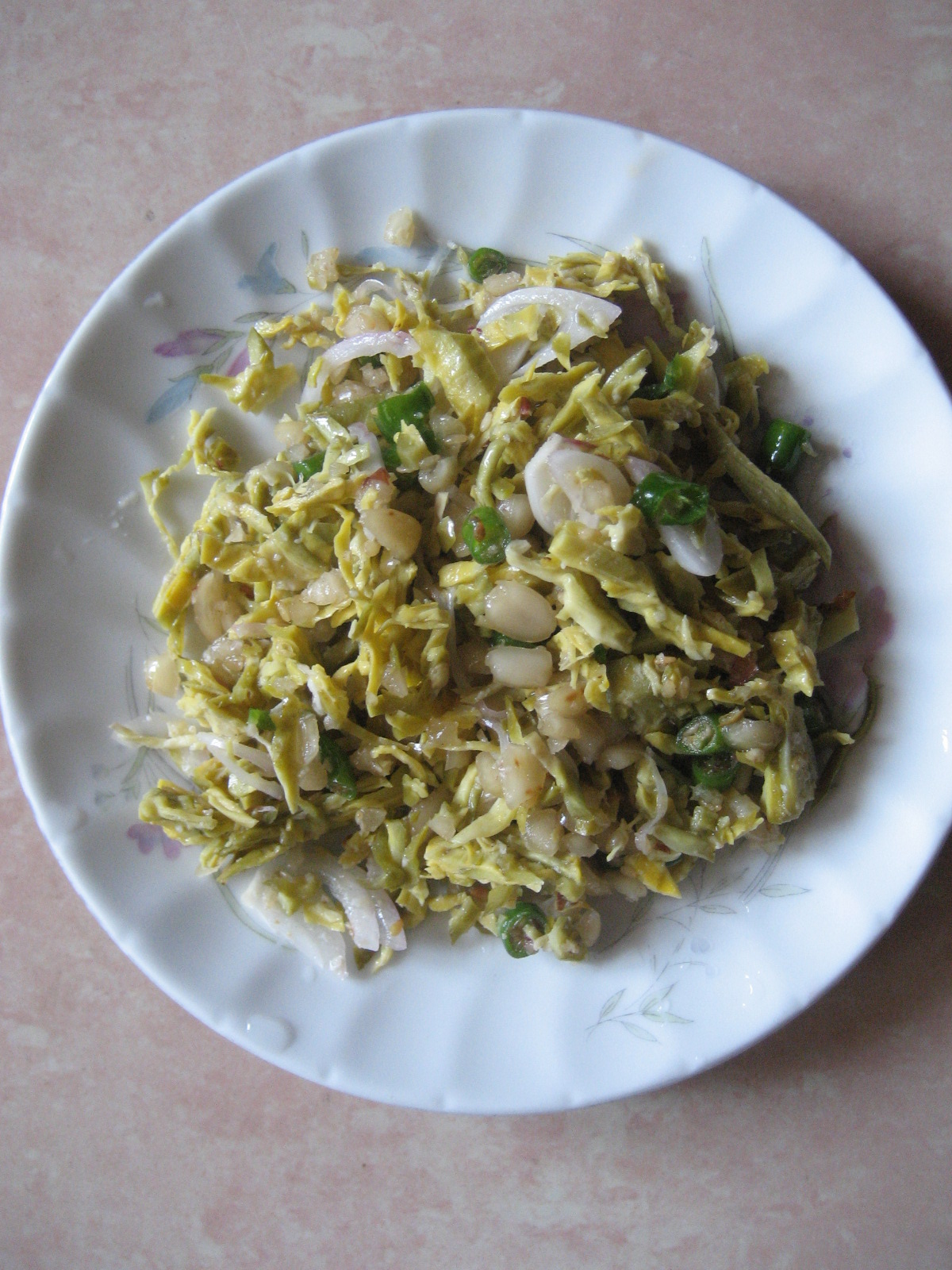
Thayet chin thohk - салат из ферментированного зелёного манго с луком, зелёным чили, жареным арахисом, кунжутом и арахисовым маслом
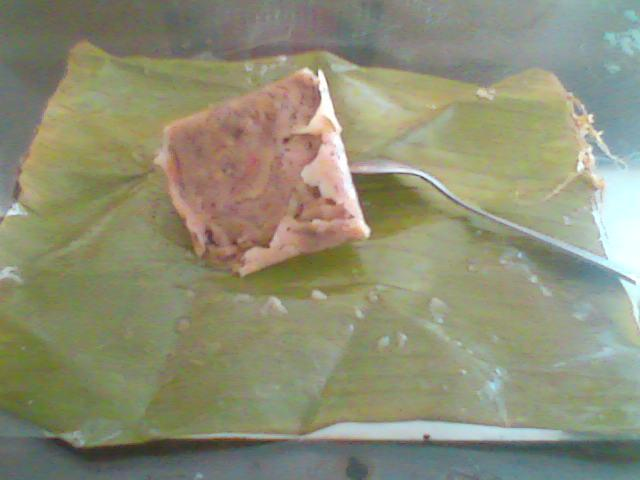
Nga paong thohk

## Внешние ссылки
- Photo guide to eating in Myanmar
- Guide to eating vegetarian in Myanmar
- Mi Mi Khaing, Cook and Entertain the Burmese Way. Rangoon, 1975